# Кліфтон-Фордж (Вірджинія)
Кліфтон-Фордж (англ. Clifton Forge) — місто (англ. town) в США, в окрузі Аллегені штату Вірджинія. Населення — 3555 осіб (2020).

## Географія
Кліфтон-Фордж розташований за координатами 37°49′24″ пн. ш. 79°49′31″ зх. д. / 37.82333° пн. ш. 79.82528° зх. д. (37.823324, -79.825161).  За даними Бюро перепису населення США в 2010 році місто мало площу 7,97 км², з яких 7,82 км² — суходіл та 0,15 км² — водойми.

## Демографія
Згідно з переписом 2010 року, у місті мешкали 3884 особи в 1701 домогосподарстві у складі 982 родин. Густота населення становила 487 осіб/км².  Було 2004 помешкання (251/км²).
Расовий склад населення:
| - 84,4 % — білих - 11,8 % — чорних або афроамериканців - 0,4 % — азіатів - 0,2 % — корінних американців - 0,1 % — вихідців з тихоокеанських островів |

До двох чи більше рас належало 2,8 %. Частка іспаномовних становила 1,7 % від усіх жителів.
За віковим діапазоном населення розподілялося таким чином: 21,7 % — особи молодші 18 років, 55,7 % — особи у віці 18—64 років, 22,6 % — особи у віці 65 років та старші. Медіана віку мешканця становила 45,8 року. На 100 осіб жіночої статі у місті припадало 87,2 чоловіків;  на 100 жінок у віці від 18 років та старших — 82,7 чоловіків також старших 18 років.
Середній дохід на одне домашнє господарство  становив 47 168 доларів США (медіана — 35 769), а середній дохід на одну сім'ю — 56 451 долар (медіана — 48 487). Медіана доходів становила 39 426 доларів для чоловіків та 30 179 доларів для жінок. За межею бідності перебувало 30,5 % осіб, у тому числі 52,5 % дітей у віці до 18 років та 15,1 % осіб у віці 65 років та старших.
Цивільне працевлаштоване населення становило 1232 особи. Основні галузі зайнятості: освіта, охорона здоров'я та соціальна допомога — 34,4 %, роздрібна торгівля — 10,6 %, мистецтво, розваги та відпочинок — 10,4 %.